# Bremer Räterepublik

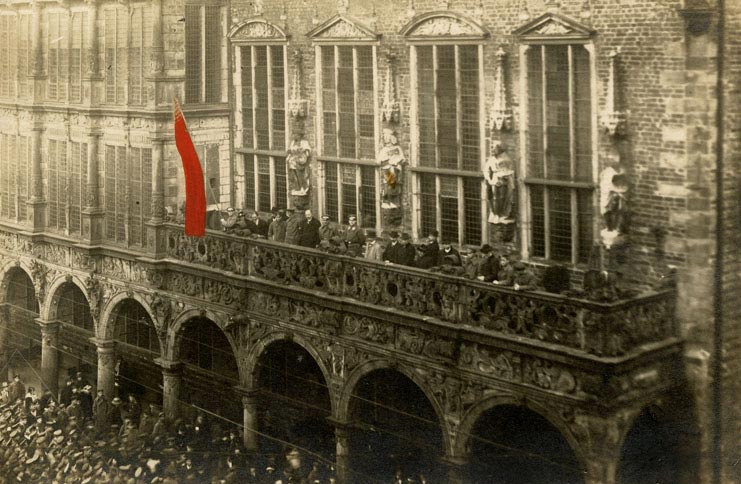
Verkündung der Machtübernahme durch den Arbeiter- und Soldatenrat am 15. November 1918 am Bremer Rathaus

Die Bremer Räterepublik wurde im Zuge der Novemberrevolution am 10. Januar 1919 ausgerufen und am 4. Februar 1919 in Bremen sowie am 8./9. Februar 1919 in Bremerhaven blutig niedergeschlagen. Vorausgegangen war ihr die Machtübernahme durch einen Arbeiter- und Soldatenrat am 6. November 1918. Neben der Münchner war die Bremer Räterepublik die bekannteste ihrer Art während der deutschen Revolution.

## Vorgeschichte

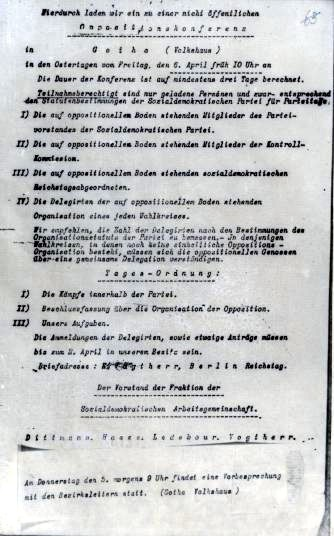
Einladung zur Gründung der USPD in Gotha 1917

Die bremische SPD hatte sich bereits im Laufe des Ersten Weltkrieges in drei Gruppierungen gespalten. Diese Gruppen bestimmten jede auf ihre Weise später die Geschichte der Räterepublik.
Die SPD Bremen hatte schon in der Vorkriegszeit mehrheitlich linke Positionen innerhalb der Sozialdemokratischen Partei vertreten und verfügte schon damals als einzige im gesamten Reich über eine linke Mehrheit. Die in Bremen mehrheitliche Parteilinke hatte sich hierbei um Johann Knief organisiert und stand im scharfen Gegensatz zu der im Reich mehrheitlichen Sozialdemokratie und der SPD-Führung. Das SPD-Parteiblatt „Bremer Bürger-Zeitung“ beschäftigte Redakteure wie Karl Radek und Anton Pannekoek und vertrat hierbei marxistische Positionen – insbesondere im parteiinternen Revisionismusstreit stand sie damit in Opposition zur reichsweit vorherrschenden Realpolitik. Die vorherrschende Stellung nahm die Parteilinke in Bremen auch im Verlauf des Ersten Weltkrieges ein. Die bremischen SPD-Mitglieder, welche die Politik der Reichsregierung unterstützten, mussten schließlich 1916 einen eigenen Ortsverein gründen. Diese Sozialdemokraten wurden wegen ihrer stärkeren Stellung auf Reichsebene später als Mehrheitssozialdemokraten oder Mehrheitssozialisten (MSPD) bezeichnet. Der mehrheitssozialistische Ortsverein konnte durch rechtliche Schritte schließlich auch die Bremer Bürger-Zeitung übernehmen. 1917 wurde die USPD gegründet. Nun traten auch diejenigen aus, die sich der USPD anschlossen. Damit bestanden in Bremen drei Gruppen, die sich alle auf den Sozialismus beriefen.
Bereits im Laufe des Ersten Weltkrieges war es in Bremen, wie auch im gesamten Reich zu Demonstrationen und Streiks gegen den Krieg und die mit ihm einhergehenden verschlechterten Lebensbedingungen gekommen. Nach der Verurteilung Karl Liebknechts wegen seines öffentlichen Auftritts gegen den Krieg demonstrierten Ende Juni 1916 in Bremen Arbeiter. Sie forderten dabei auch das Ende des Krieges. Im Juli 1916 streikten die Arbeiter der Großwerft AG Weser. Am 31. März 1917 wurde nach dem sogenannten Steckrübenwinter in Bremen wegen der Nahrungsmittelknappheit gestreikt. Ende Januar 1918 traten im Rahmen des landesweiten Januarstreiks Arbeiter bei der AG Weser, in den Atlas-Werken und den Hansa-Lloyd-Werken in den Ausstand. Zum Ende des Ersten Weltkrieges hatte sich insgesamt auch in Bremen die Versorgungslage der Zivilbevölkerung rapide verschlechtert. Hinzu traten Spannungen wegen des bevorstehenden und sich deutlich abzeichnenden militärischen Zusammenbruchs.
In Kiel war es aus ähnlichen Gründen am 3. November 1918 zum Kieler Matrosenaufstand gekommen und es wurde dort am 4. November ein Arbeiter- und Soldatenrat gegründet.

## Gruppierungen
Für die kurze Geschichte der Bremer Räterepublik spielten fünf Gruppen eine erhebliche Rolle. Nennenswert waren die drei ursprünglich sozialdemokratischen Gruppierungen mit jeweils unterschiedlichen Positionen, das Bürgertum und die Soldaten.

### Linksradikale bzw. Kommunisten
Die Gruppe der Bremer Linksradikalen bestand aus dem ursprünglichen SPD-Ortsbeirat. Diese Gruppe um Johann Knief und die Zeitschrift Arbeiterpolitik stellte die in mancher Hinsicht radikalste Gruppierung dar. Am 23. November 1918 beschloss sie auf einer Mitgliedsversammlung, sich in Internationale Kommunisten Deutschlands umzubenennen. Es handelte sich damit um die Bildung der ersten kommunistischen Partei in Deutschland. Am 31. Dezember 1918 schlossen sich die Internationalen Kommunisten mit dem Spartakusbund zur Kommunistischen Partei Deutschlands (KPD) zusammen. Besonderen Rückhalt hatten die Kommunisten bei den 7.000 Arbeitern der AG Weser. Dort war Wilhelm Deisen einer der führenden Aktivisten. Der Rückhalt auf der AG Weser ging auf die aus Sicht der Arbeiter zu zögerliche Haltung der Gewerkschafts- und SPD-Funktionäre während des Werftarbeiterstreiks von 1913 zurück.
Die „Linksradikalen“ bzw. späteren Kommunisten orientierten sich stark an den Vorstellungen der russischen Bolschewiki im Laufe der Oktoberrevolution. Die Linksradikalen glaubten, dass die auf Frieden gerichteten Bewegungen in der Hansestadt bereits eine Klassenbewegung im Sinne eines Klassenkampfes zur Beseitigung der bürgerlichen Klassenherrschaft gewesen wäre. Dieser Bewegung stand aus ihrer Sicht eine bürgerlich-sozialdemokratische Reaktion gegenüber. Dieses Bündnis zwischen bürgerlichen und sozialdemokratischen Politikern sollte mit allen Mitteln bekämpft werden. Eine wesentliche Forderung dieser Gruppierung war daher die Bewaffnung der Arbeiter. Der Arbeiter- und Soldatenrat sollte zum Mittel des Klassenkampfes werden und bürgerliche oder sozialdemokratische Vertreter ausgeschlossen werden. Daneben forderten die Linksradikalen, dass die bürgerlichen Zeitungen enteignet und Lebensmittelvorräte des Großbürgertums beschlagnahmt werden müssten. Die Linksradikalen wollten auch Schutz- und Kriminalpolizei sowie den Senat auflösen. Aus den revolutionären Soldaten und Arbeitern sollten sich rote Garden bilden.
Diese Gruppierung stellte im reichsweiten Vergleich eine Besonderheit dar. Während anderswo die Linke als Spartakusbund den linken Flügel der USPD darstellte, war sie in Bremen unabhängig von anderen Parteien organisiert und musste daher auch weniger parteipolitische Rücksichten nehmen.

### USPD
Weniger radikal, aber auch revolutionär eingestellt waren die Angehörigen der Unabhängigen Sozialdemokratischen Partei Deutschlands (USPD). Die USPD hatte sich 1917 von der Sozialdemokratischen Partei Deutschlands (Mehrheitssozialdemokraten, MSPD) abgespalten. Auch sie waren für die Durchführung des Reichsrätekongresses und lehnten die Nationalversammlung als Vorstufe einer parlamentarischen Demokratie ab. Wie die Kommunisten befürwortete die USPD eine Umgestaltung der Staats- und der Wirtschaftsordnung. Allerdings befürworteten sie allgemeine Wahlen zu den Räten, und sie waren gegen den Ausschluss von Kandidaten der MSPD. Führer der USPD in Bremen waren Adam Frasunkiewicz und Alfred Henke.

### Mehrheitssozialdemokraten
Die Mehrheitssozialdemokraten (MSPD) lehnten im Grunde die Revolution ab und bevorzugten Reformen. Die Vertreter der MSPD und der zu ihnen gehörenden Funktionäre der freien Gewerkschaften schätzten die Lage in Deutschland so ein, dass eine Revolution aus pragmatischen Gründen nicht möglich sei. So machte die Arbeiterschaft nur ein Drittel der Gesamtbevölkerung aus und hatte keinen Rückhalt bei der Landbevölkerung, die den Sozialismus eher ablehnte. Angesichts der wirtschaftlichen Lage war nach Einschätzung der Gewerkschaftsführung eine Verstaatlichung der großen Industriebetriebe organisatorisch nicht möglich und mit unvertretbaren Folgen verbunden. Daneben bestanden auch ideologisch-theoretische Überlegungen. Aufgrund der von Karl Kautsky entwickelten offiziellen Doktrin ging die Führung der MSPD basierend auf der Lehre vom Historischen Materialismus davon aus, dass zunächst die parlamentarische Demokratie als Grundlage einer bürgerlichen Gesellschaft etabliert werden müsse. Von dieser Zwischenstufe könne dann über den Sozialismus der Zustand des Kommunismus erreicht werden. Ein wesentlicher Gesichtspunkt war allerdings auch, dass aus Sicht der MSPD-Führung die gewonnene Republik konsolidiert werden sollte. Aus ihrer Sicht konnte ein Fortschreiten der Novemberrevolution nur in einen Bürgerkrieg münden.
Die relativ zögerliche Zustimmung von führenden Mitgliedern der MSPD zur Revolution und zu den Arbeiter- und Soldatenräten erfolgte mit dem Zweck, den Räten die revolutionäre Spitze zu nehmen. Problematisch für die Mehrheitssozialdemokraten war hierbei in Bremen, dass diese Richtung in der Hansestadt nicht die Mehrheit in der Arbeiterschaft hinter sich versammeln konnte. Die MSPD war so – im Gegensatz zu Räten an anderen Orten – nicht in der Lage, durch die Erringung der Mehrheit in den Räten die Führungspositionen zu besetzen. Rückhalt der MSPD waren die Funktionäre der Freien Gewerkschaften, Anhänger aus dem Kleinbürgertum und bei der Polizei.

### Bürgertum
Das bürgerliche Lager hatte durch seine Stellungen in der Verwaltung, in der Wirtschaft und insbesondere in den Banken einen nicht unerheblichen Einfluss auf den Verlauf der Räterepublik. Vor allem die Reeder und der Kaffee-Unternehmer Ludwig Roselius intervenierten bei der Reichsregierung, um ein militärisches Eingreifen zu erreichen. Hauptargument war, dass die bremischen Häfen für die Nahrungsmittel- und Rohstoffversorgung des Reichs erforderlich seien, diese Funktion aber durch Plünderungen und Beschlagnahmen gefährdet wäre. Auch die Abhängigkeit der Räterepublik von Krediten begründete einen erheblichen Einfluss des Bürgertums. Politisch organisiert waren bürgerliche und liberale Kräfte im sogenannten „Bürgerausschuss“ zunächst unter dem ehemaligen Präsidenten der Bremer Bürgerschaft Rudolph Quidde, ab dem 9. Dezember 1918 unter dem Reeder Adolf Vinnen.

### Militär
In den Truppen waren sämtliche Bevölkerungsschichten vertreten, also auch das Groß- und Kleinbürgertum. Der Soldatenrat neigte deshalb den Positionen der Mehrheitssozialdemokraten eher zu als denen des Arbeiterrates. Er verweigerte unter anderem die Bildung roter Garden und antwortete auf entsprechende Forderungen: „Das Heer betrachtet sich als Träger der Revolution und ist auch zu ihrer Sicherheit die allein berufene Macht; die Soldatenräte sind daher allein befugt, über den Besitz und Gebrauch militärischer Waffen zu verfügen. Kommen Plünderungen von Waffendepots vor, ist sofort seitens des Soldatenrates das Standrecht zu verhängen.“ Die Garnison Bremens zeigte einen nicht unerheblichen Widerstand gegen die Bewaffnung von Arbeitern und die Bildung bewaffneter Arbeitermilizen.
Hinzu trat das am 1. Januar 1919 intakt zurückkehrende I. Hanseatische Infanterieregiment Nr. 75 unter dem Befehl von Offizieren wie Major Walter Caspari, die bürgerlichen Kreisen nahestanden. Auf diesem Regiment lagen zunächst die Hoffnungen der Gegner des Arbeiter- und Soldatenrates. Es konnte zwar entwaffnet werden, wurde allerdings am Soldatenrat beteiligt. Walter Caspari war später maßgeblich an der militärischen Auflösung der Räterepublik beteiligt.

## Revolution und Bildung des Arbeiter- und Soldatenrates
Am Morgen des 6. November 1918 traf eine Abordnung der Kieler Matrosen auf der AG Weser ein und forderte von den dortigen Arbeitern Unterstützung für den Arbeiter- und Soldatenrat in Kiel und Unterstützung bei der Befreiung von zweihundertdreißig im Gefängnis in Oslebshausen inhaftierten Angehörigen der Marine. Gleichzeitig meuterten Matrosen, die von Wilhelmshaven in ein Lager in der Lüneburger Heide transportiert werden sollten. Etwa einhundert Soldaten weigerten sich zur selben Zeit, aus der Neustädter Kaserne auszurücken. Ihr Sprecher war Bernhard Ecks. Zwischen den Soldaten in der Neustadt und den Marineangehörigen am Bahnhof kam es schnell zu Kontakt, und sie gründeten einen Soldatenrat. Der Soldatenrat sollte das Kommando über die in Bremen stehenden Verbände übernehmen. Gegen Mittag demonstrierten Arbeiter und Soldaten auf dem Bremer Marktplatz. Am Abend rief Adam Frasunkiewicz vom Balkon des Bremer Rathauses die Bildung eines Arbeiter- und Soldatenrates aus und kündigte die Machtübernahme an. Ecks wurde am 8. November Vorsitzender des Soldatenrates.
Es wurde ein Aktionsausschuss aus drei Vertretern der Linksradikalen (Hans Brodmerkel, Adolf Dannat, Alfred Stockinger) und vier Vertretern der USPD (Alfred Henke, Adam Frasunkiewicz, Karl Herold, Emil Sommer) gebildet. Nach Wahlen am 7. November wurde der Ausschuss um weitere Mitglieder ergänzt, der bremische Arbeiter- und Soldatenrat formierte sich nach diesen Wahlen mit 210 Mitgliedern als Legislative und 250 Mitgliedern als Kontrollinstanz. Er bildete, noch unter Ausschluss der Mehrheitssozialisten, einen fünfzehnköpfigen Exekutiv-Ausschuss. Nachdem die „Linksradikalen“ Probleme hatten, geeignete Fachleute zur Besetzung ihrer Posten zu finden und sich auch Vertreter der Mehrheitssozialisten wie Karl Deichmann für die Revolution ausgesprochen hatten, wurde dieses Gremium um Vertreter der Gewerkschaften und der Mehrheitssozialisten auf einundzwanzig Mitglieder erweitert. Zu den Vorsitzenden des Ausschusses wurde Alfred Henke von der USPD und als Stellvertreter für die „Linksradikalen“ Hans Brodmerkel gewählt.
Am 14. November verkündete Alfred Henke im Konventssaal der Bremer Börse die Übernahme der Macht durch den Arbeiter- und Soldatenrat sowie die Auflösung des Senats und der Bürgerschaft. Gleichzeitig wurde die Beamtenschaft aufgefordert, auf ihren Stellen zu bleiben, die Gerichte sollten weiterhin tätig bleiben, auch die Leiter der Behörden blieben im Amt. Die Senatoren sollten bis auf Weiteres dem Ausschuss über die Verwaltungstätigkeit berichten. Der Ausschuss behielt sich die politischen Entscheidungen vor. Für den Übergang wurde eine Kommission aus sechs Vertretern des Arbeiter- und Soldatenrates und sechs Senatoren (Apelt, Biermann, Bömers, Donandt, Hildebrand und Spitta) eingesetzt. Öffentlich gab Henke die Machtübernahme am 15. November um 11 Uhr vom Balkon des Bremer Rathauses bekannt.
Durch die Beibehaltung der bisherigen Verwaltung und durch die Leitung dieses von Seiten des Senates und der Räte besetzten Ausschusses besaß das Bürgertum einen nicht unerheblichen Einfluss, der sich eher hemmend auswirken sollte. Notwendig war diese Lösung aus Sicht der revolutionären Kräfte, da es ihnen an einer ausreichenden Anzahl von Fachleuten mit Verwaltungserfahrung mangelte.

## Entwicklung zur Räterepublik
Die Entwicklung von der Bildung und Machtübernahme des Arbeiter- und Soldatenrates hin zur Bremer Räterepublik war durch die Machtkämpfe zwischen den einzelnen Gruppierungen geprägt. Hinzu traten die Debatten um die von Friedrich Ebert, der selbst eine Zeit lang Mitglied der Bremer Bürgerschaft und Lokalredakteur der Bremer Bürger-Zeitung gewesen war, und Philipp Scheidemann angestrebten Weimarer Nationalversammlung und um die Modalitäten der Wahlen zu den Arbeiter- und Soldatenräten.

### Auseinandersetzungen in den Räten
Eine Abstimmung am 19. November 1918 über eine Resolution, in der die Einberufung einer Nationalversammlung aller Arbeiter- und Soldatenräte gegen die sich anbahnende Weimarer Nationalversammlung gefordert wurde, ergab im Rat eine Mehrheit von 116 Stimmen gegen 23 Stimmen. Die Gegenstimmen kamen vor allem von der MSPD. Nach der Annahme der Resolution kam es am 22. November zu einer von den Linksradikalen einberufenen Massenversammlung, die eine von Johann Knief formulierte Resolution verabschiedete. Sie forderte unter anderem die Entwaffnung aller bürgerlichen und sozialdemokratischen Personen sowie den Ausschluss dieser Personen aus dem Arbeiter- und Soldatenrat. Weiter sah die Resolution vor, dass die Bremer Bürger-Zeitung von den Mehrheitssozialisten an die Linksradikalen zurückzugeben sei. Die Resolution war die Grundlage für die Gründung der „Internationalen Kommunisten Deutschlands“ (IKD) am folgenden Tag. Am selben Tag beschloss die eher den Sozialdemokraten zuneigende Vertrauensmänner-Versammlung der bremischen Garnison, die faktisch den Soldatenrat leitete, keine roten Garden zu bilden und die Bewaffnung von Arbeitern abzulehnen.
Am 29. November fand dann eine von den Kommunisten organisierte Massendemonstration statt. Unter dem Eindruck dieser Demonstration beschloss der Arbeiterrat die Zeitung der MSPD zu entziehen und eine Redaktion aus Mitgliedern der USPD und der IKD einzusetzen. Darauf drohte die MSPD am 1. Dezember, den Arbeiterrat zu verlassen, falls der Beschluss umgesetzt würde. Unterstützung erhielt sie vom Soldatenrat, der die Umsetzung des Beschlusses zunächst verhinderte.

### Rückkehr des Hanseatischen Infanterieregiments 75

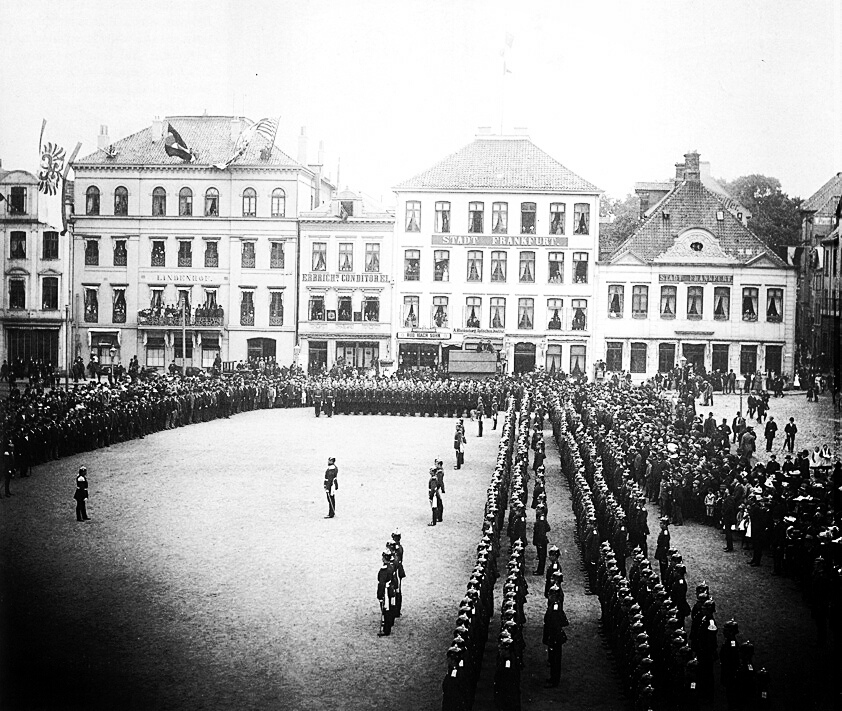
Das Infanterie-Regiment „Bremen“ (1. Hanseatisches) Nr. 75 beim Antreten 1891 auf dem Domshof.

Die Situation änderte sich, als für Ende Dezember die Rückkehr des Infanterieregiments 75 angekündigt wurde. Daraufhin duldete am 21. Dezember auch der Soldatenrat die Übernahme der Bremer Bürger-Zeitung und erklärte sich mit der Bewaffnung von Arbeitern einverstanden.
Die Offiziere des Regiments standen der Revolution ablehnend gegenüber und forderten die Wiedereinsetzung von Senat und Bürgerschaft sowie eine Einquartierung in die Kaserne am Neustadtwall. Es kam zu Verhandlungen zwischen den Offizieren des Regiments und Vertretern der Räte. Ergebnis der Verhandlungen war, dass zwar Senat und Bürgerschaft wieder eingesetzt würden, aber der Arbeiter- und Soldatenrat ein Vetorecht erhalten sollte. Im Übrigen akzeptierte das Regiment die eingetretenen Machtverhältnisse, und es sollte bei der Bewaffnung der Arbeiter und der Soldaten bleiben. Das Regiment sollte Polizeifunktionen übernehmen, der Arbeiter- und Soldatenrat sollte durch sechs Mitglieder des Regimentes ergänzt werden.
Am 1. Januar 1919 traf das Regiment am Sebaldsbrücker Bahnhof ein und marschierte auf den Marktplatz. Am Vormittag wurde es dort mit patriotischen Reden und dem Absingen des Deutschlandliedes empfangen. Die Anführer des Soldatenrates Ecks und Willems hatten zeitgleich allerdings bereits bewaffnete Arbeiter zu den vorgesehenen Quartieren des Regiments vorausgesandt. Knief und Frasunkiewicz waren zuvor hiervon informiert worden. Als das Regiment in seinen Quartieren eintraf, wurden die Soldaten aufgefordert, ihre Waffen herauszugeben. Nach Verhandlungen mit Major Walter Caspari und anderen Offizieren einigte man sich darauf, dass die Soldaten ihre Waffen herausgeben sollten. Die Offiziere durften ihre Waffen behalten, aber nicht tragen. Am 3. Januar billigte der Soldatenrat das Vorgehen, legte aber Wert darauf, dass die übrigen Vereinbarungen, wie etwa die Ergänzung des Soldatenrates, eingehalten würden. Auf kommunistische Proteste hin verzichteten die Offiziere Major Caspari und Leutnant Sies auf ihre Sitze im Soldatenrat.

### Auseinandersetzungen um die Wahlen zum Arbeiter- und Soldatenrat am 6. Januar 1919
Bereits im Vorfeld der Wahlen zu den Räten hatte es Differenzen um die Wahlberechtigung gegeben. Die Kommunisten befürworteten den Ausschluss aller bürgerlichen und sozialdemokratischen Kräfte, die USPD wollte die Mehrheitssozialdemokraten nicht ausschließen. USPD und Kommunisten mangelte es an organisatorisch erfahrenen Fachleuten. Sie meinten daher, dass auf erfahrene Gewerkschaftsmitglieder und Funktionäre der SPD nicht verzichtet werden konnte. Schließlich kam es zu einer Einigung. Nach dieser Vereinbarung sollten alle Partei- und Gewerkschaftsmitglieder wahlberechtigt sein. Die MSPD öffnete sich darauf dem Bürger- und Beamtentum und ließ Masseneintritte in die MSPD zu.
Großbetriebe wählten bei der Wahl nach den Prinzipien der Verhältniswahl, mittlere Betriebe mit mehr als 150 Beschäftigten in einer Mehrheitswahl. Betriebe mit unter 150 beschäftigten Personen wurden in regionale Wahlbezirke aufgeteilt. Bei der Wahl errang die MSPD 104 Sitze, die KPD nur 60 und die USPD nur 59 Sitze, obwohl die Mehrheitssozialdemokratie in der traditionell linksorientierten bremischen Arbeiterschaft in der Minderheit war. Grund hierfür war wesentlich auch die Öffnung der MSPD für bürgerliche Kreise, deren Angehörige dann für die Mehrheitssozialdemokraten stimmten.
Das Wahlergebnis und auch die Praxis der MSPD führten zu erheblicher Verärgerung bei den beiden linken Parteien. Vertreter der USPD beantragten daher, dass keine Vertreter der Mehrheitssozialdemokraten in den Aktionsausschuss gewählt werden dürften. Die Kommunisten erklärten offen den Kampf gegen die Mehrheitssozialdemokraten, die sie als „Arbeiterverräter“ titulierte, zu ihrer Hauptaufgabe. Sie forderte die Arbeiter auf, die Mitglieder der MSPD aus dem Arbeiterrat zu vertreiben.

### Auseinandersetzungen mit der Finanzverwaltung
Daneben traten wirtschaftliche Probleme auf. Es kam vor allem zwischen den Kommunisten und der Finanzdeputation zu Auseinandersetzungen über die Finanzierung von Projekten. Bürgermeister Donandt etwa verweigerte die Bereitstellung von 60.000 Mark für die Aufstellung zweier Arbeiterbataillone. Auch die Vertreter der Mehrheitssozialdemokratie im Arbeiterrat sahen keinen Bedarf an bewaffneten Arbeiterbataillonen, sie hielten die Lage in Bremen für ruhig. Falls solche Bataillone notwendig seien, könne man sich wegen der Finanzierung nach Berlin an die Reichsregierung wenden. Dies geschah, als zugleich in Berlin der Spartakusaufstand militärisch niedergeschlagen wurde.

## Ausrufung der Räterepublik
Wegen der Auseinandersetzungen mit der Verwaltung und der Wahl organisierte die KPD für den Nachmittag des 10. Januar 1919 eine Großkundgebung auf dem Marktplatz. Bewaffnete Arbeiter sicherten die Demonstration. Zum gerade tagenden Aktionsausschuss wurde eine neunköpfige Delegation geschickt. Kurz darauf rief Frasunkiewicz die sozialistische Republik Bremen aus, er erklärte Senat, Bürgerschaft und die Deputationen für endgültig abgesetzt. Die Mitglieder der MSPD wurden aus dem Arbeiterrat ausgeschlossen und durch je dreißig Vertreter von USPD und Kommunisten ersetzt. Die Bewaffnung der Arbeiterschaft sollte vorangetrieben, bürgerliche Personen entwaffnet und ein Rat der Volkskommissare eingesetzt werden. Es wurden ferner zwei Telegramme verlesen. Das eine war an die Regierung von Friedrich Ebert gerichtet und forderte diese zum Rücktritt auf, das andere Telegramm richtete sich an die Räteregierung Sowjetrusslands und solidarisierte sich mit ihr. Die Demonstranten besetzten schließlich das Gewerkschaftshaus und beschlagnahmten die Gewerkschaftskasse für die Räterepublik.
Am Abend bildete sich aus drei Vertretern des Soldatenrates, drei Vertretern der USPD und drei Vertretern der KPD der Rat der Volksbeauftragten als Nachfolger des Senates. Er ordnete als erste Maßnahme die Entwaffnung des Bürgertums an, führte die Zensur für bürgerliche Zeitungen ein, verhängte das Standrecht bei Plünderungen und führte eine Polizeistunde um 21:00 Uhr ein.

### Regierungsaufbau der Räterepublik
Dem neunköpfigen Rat der Volksbeauftragten war als Kontrollinstanz ein Vollzugsrat vom Arbeiter- und Soldatenrat aus 15 Personen zugeordnet. Zusammen bildeten diese Organe die Räteregierung. Diesen beiden Organen wurden Volkskommissare als Verwaltung der Räterepublik untergeordnet. Die Regierung bildete neun Fachbereiche: Schul- und Bildungswesen, Polizei- und Gerichtswesen, Ernährungswesen, Steuer- und Finanzwesen, Volkswohlfahrt, Fabrik- und Arbeitswesen, Bau- und Wohnungswesen, Schifffahrt und Verkehrswesen sowie Presse und Propaganda. Volkskommissare für Presse und Propaganda waren Alfred Faust und Curt Stoermer.

### Innere Auseinandersetzungen in der Räterepublik
Die Bremer Räterepublik war nach der relativ problemlosen Errichtung von erheblichen inneren Krisen und Auseinandersetzungen geprägt, welche letztlich schon vor der militärischen Zerschlagung zum politischen Scheitern der Räterepublik führten. Geprägt war die Zeit durch häufige Demonstrationen und teilweise bürgerkriegsähnliche Zustände. Die Regierung der Räterepublik konnte vielfach ihre Autorität auch unabhängig von den inneren Hauptkonflikten nicht durchsetzen. Hinzu trat spätestens mit der Ermordung von Karl Liebknecht und Rosa Luxemburg die zunehmende Isolierung der Räterepublik innerhalb Deutschlands.

#### Auseinandersetzungen zwischen KPD und USPD

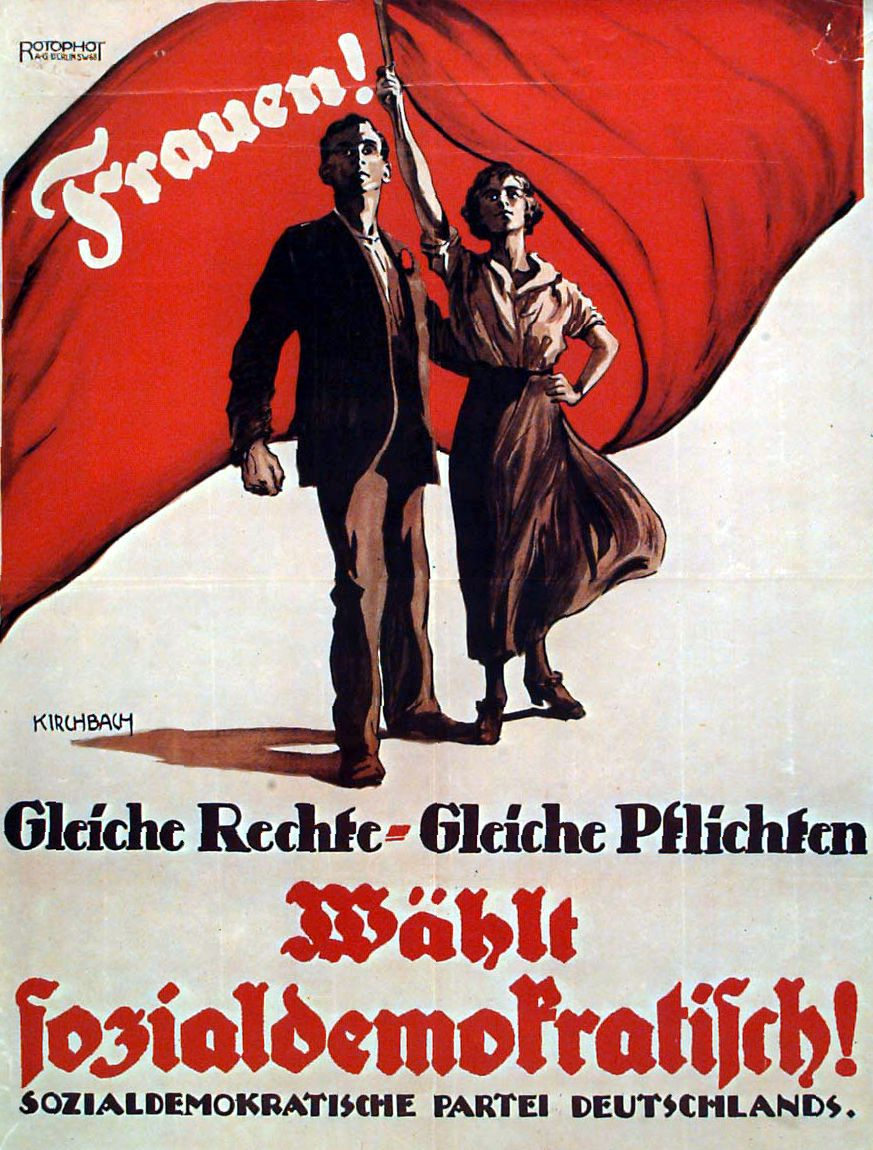
Wahlkampfplakat der SPD 1919

Die Reichsregierung und der Reichsrätekongress der Arbeiter- und Soldatenräte Deutschlands hatten auf den 19. Januar 1919 die Wahl zur Weimarer Nationalversammlung terminiert. Wegen der Durchführung der Wahl vertraten Mitglieder der USPD und der KPD unterschiedliche Positionen und es kam zu Auseinandersetzungen zwischen diesen beiden Gruppierungen.
Bereits im Dezember hatte sich der Bremer Arbeiter- und Soldatenrat gegen die Wahl ausgesprochen. Am 12. Januar entschied die Räteregierung auf Antrag der KPD gegen die Stimmen von sechs Mitgliedern der USPD, dass die Durchführung der Wahl in Bremen zu verbieten sei. Am folgenden Tag aber entschloss sich die Fraktionsmehrheit der USPD im Arbeiter- und Soldatenrat gegen diesen Beschluss der Räteregierung zu stimmen. Gemeinsam mit den Mitgliedern des Soldatenrates kam es so zu einer Mehrheit gegen die KPD und linke Vertreter der USPD. Der Arbeiter- und Soldatenrat stimmte gegen das Verbot. Hierdurch wurde die Autorität der Räteregierung erheblich beeinträchtigt. Die KPD boykottierte die Wahl schließlich.
Bei der Wahl erhielt die MSPD in Bremen 42 % der Stimmen, die bürgerliche Deutsche Demokratische Partei (DDP) 33,5 %, die USPD 18,2 %, alle anderen Parteien blieben unter 5 %. Dieses Ergebnis belastete die Stellung der linken Räteregierung zusätzlich, da ihre Opposition deutlich mehr Stimmen erhalten hatte und ihre Legitimation ausgehöhlt wurde.

#### Auseinandersetzungen zwischen Arbeiter- und Soldatenrat
Wegen der zunehmenden Bewaffnung der Arbeiter kam es zu Spannungen im Arbeiter- und Soldatenrat. Diese führten die Räterepublik nahe an einen Bürgerkrieg. Am 14. Januar 1919 führten die Differenzen dazu, dass Soldaten der bremischen Garnison Brücken, den Marktplatz und den Hauptbahnhof besetzten. Anschließend stießen Marinesoldaten zur AG Weser vor, deren Arbeiterschaft eine Hauptstütze der Kommunisten war. Auf dem Gelände der Werft kam es zwischen Soldaten und bewaffneten Arbeitern zu Schießereien mit Toten und Verletzten, bevor die Soldaten zum Einlenken gebracht werden konnten.

#### Finanzielle und wirtschaftliche Krise der Räterepublik

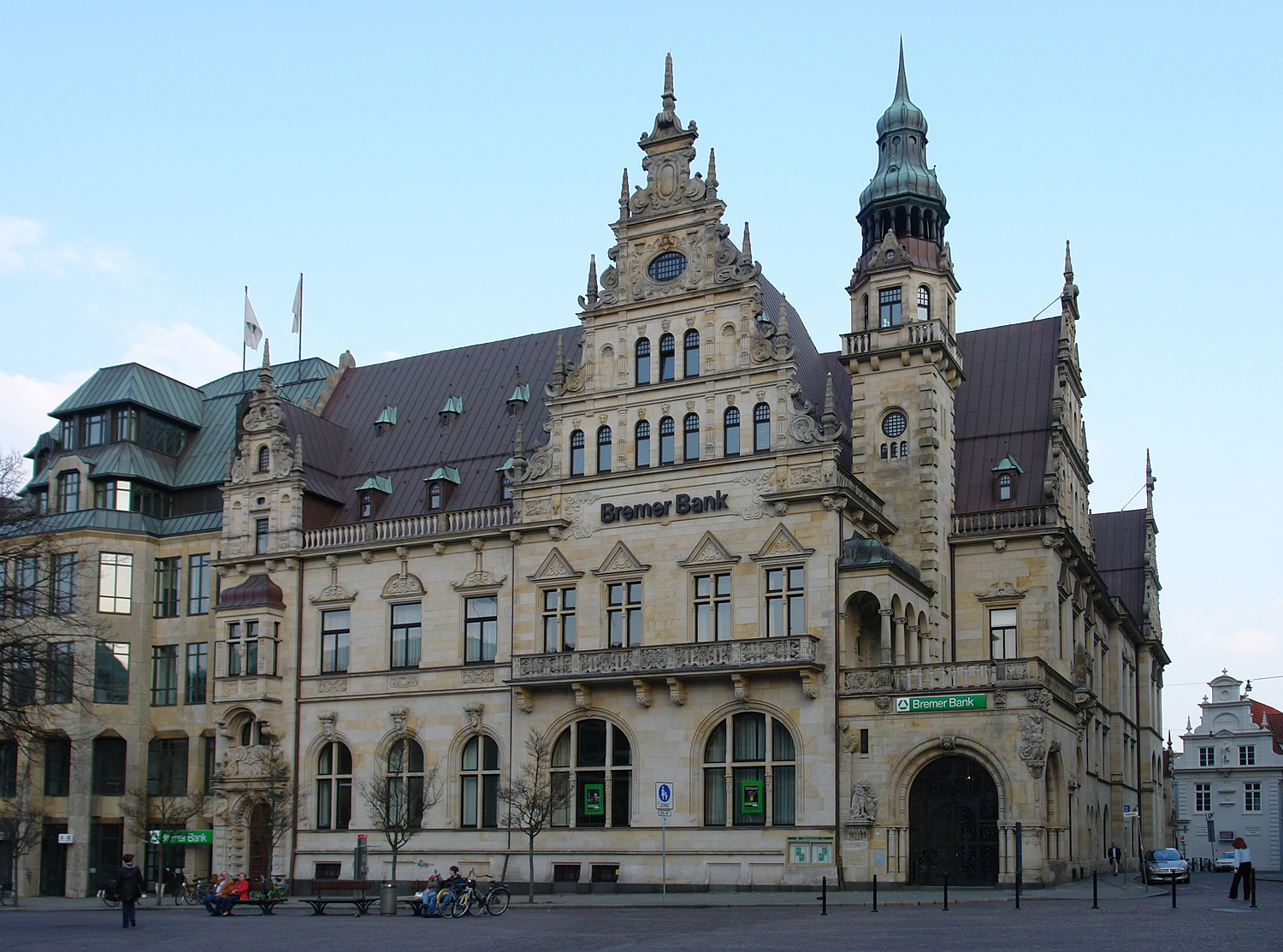
Gebäude der Bremer Bank, damals die größte bremische Bank

Die wirtschaftliche und die Finanzlage waren schlecht. Dem konnte auch die Auflösung der Finanzdeputation nicht abhelfen. Am 12. Januar teilte der Direktor der Generalkasse dem Vorsitzenden des Volkskommissariats mit, dass nur noch Gelder für zwei Wochen zur Verfügung stünden. Wegen der Abhängigkeit der Stadt von der Versorgung aus dem Umland schied die Ausgabe von eigenem bremischen Geld aus, da dieses im Umland im Zweifel nicht akzeptiert werden würde. Die Goldvorräte der bremischen Banken, die allerdings nicht beschlagnahmt oder enteignet worden waren, waren ebenfalls nicht besonders umfangreich. Eine entsprechende Enteignung wäre daher nur eine kurzfristige Lösung gewesen. Die Räteregierung war daher maßgeblich auf das Finanzierungsinstrument der Kreditaufnahme angewiesen.
Am 16. Januar verkündeten die Landesbanken und die Berliner Banken, dass Bremen von ihnen keinerlei Kredit mehr erhalten würde. Die Bremer Banken erklärten in Verhandlungen am 18. Januar 1919, dass auch sie kein Vertrauen zu der neuen bremischen Regierung hätten und machten zur Bedingung der weiteren Kreditvergabe, dass zunächst eine gewählte Volksvertretung notwendig sei. Dies bekräftigten sie am 20. Januar und forderten, dass die Finanzdeputation wiederhergestellt, der bei der Gründung der Räterepublik verhängte Belagerungszustand und ebenso die Zensur der bürgerlichen Presse aufgehoben werden müssten.

## Politische Maßnahmen der Räteregierung

### Wirtschafts- und Sozialpolitik
Grundsätzlich bestand Uneinigkeit auch innerhalb der Räte, ob die gesamte Wirtschaft im Rahmen einer „Diktatur des Proletariats“ verstaatlicht werden sollte oder ob eine Wirtschaftsordnung mit freier Unternehmerinitiative angestrebt werden sollte. Von der KPD wurde die Verstaatlichung bevorzugt, während der kurzen Zeit der Räterepublik konnte sie dies aber nicht durchsetzen, da die Räterepublik auf Kredite der Banken angewiesen war.
Umgesetzt wurde aber bereits mit einem „Sozialpolitischen Programm des Ausschusses für Fabrikwesen“ vom 11. November 1918 die Einführung des Achtstundentages und einer Arbeitsvermittlung, indem die Arbeitgeber verpflichtet wurden, frei gewordene Stellen staatlichen Stellen zu melden. Zuvor war die Vermittlung von Arbeitskräften von einer Vielzahl von Organisationen geleistet worden. Von besonderer Bedeutung war in Bremen die Stellenvermittlung über die vereinigten Innungen von Arbeitgeberseite gewesen. Diese war allerdings bewusst auch zur Ausgrenzung potenziell Unruhe stiftender Arbeitsuchender wie organisierten Arbeitern eingesetzt worden. Reformüberlegungen seit 1890 in Richtung staatlicher oder paritätisch mit Arbeitnehmer- und Arbeitgebervertretern besetzter Arbeitsvermittlungen waren nach jahrelangen Diskussionen in Deputationen und Kommissionen bereits vor dem Ersten Weltkrieg gescheitert. Auf der Reichsebene wurde erst mit den Art. 157 ff der am 11. August 1919 in Kraft getretenen Weimarer Verfassung ein Auftrag und eine Gesetzgebungskompetenz zur Regelung des Arbeitslebens getroffen. Erst am 16. Juli 1927 trat mit dem Gesetz über Arbeitsvermittlung und Arbeitslosenversicherung eine Regelung des Reichs zur Arbeitsvermittlung in Kraft.

### Reformen des Bildungswesens
Durch den Leiter des „Volkskommissariats für Schul- und Bildungswesen“ Hermann Böse wurde der Religionsunterricht an den Schulen verboten. Hierdurch wurde eine Debatte und Entwicklung angestoßen, die schließlich zur Wiedereinführung des bereits vor dem Krieg gelehrten Fachs „Biblische Geschichte“, frei für Christen aller Bekenntnisse, statt eines konfessionell getrennten Religionsunterrichtes führte. Bei der Formulierung des Grundgesetzes von 1949 führte dies zu der sogenannten Bremer Klausel.

## Ende der Bremer Räterepublik

### Politisches Scheitern der Räterepublik
Der Bremer Rat der Volksbeauftragten beschloss auf Druck der Banken, vor dem Hintergrund der allgemeinen Finanzkrise allgemeine Wahlen zu einer Volksvertretung durchzuführen. Der Beschluss des Rates erfolgte am 18. Januar gegen die Stimmen der KPD. Der Wahltag wurde auf den 9. März 1919 festgesetzt. Als zwei Tage später im Arbeiter- und Soldatenrat über die Zustimmung zu diesem Beschluss beraten wurde, lehnte die kommunistische Seite den Vorschlag ab und kündigte an, sich ganz aus der Regierung zurückzuziehen, aber mit der USPD weiter zusammenarbeiten zu wollen. Die Vertreter der USPD erklärten daraufhin ihrerseits den Rückzug aus der Regierung, womit sich die Räteregierung selbst aufgelöst hätte. Angesichts dieser Situation gab die KPD die Abstimmung frei, der Beschluss wurde mit wenigen Gegenstimmen aus den Reihen der KPD angenommen.
Einige linksradikale Mitglieder der KPD versuchten noch, die Kreditvergabe nach der erneuten Ablehnung der Banken am 20. Januar 1919 gewaltsam durchzusetzen, ohne sich mit anderen Parteimitgliedern oder der USPD abzusprechen. Arbeiter entnahmen unter Protest der Soldaten Waffen aus den Waffenlagern der bremischen Garnison und besetzten Banken und öffentliche Gebäude. Diese Aktion brach rasch wieder zusammen. Ein von kommunistischer Seite ausgerufener Streik fand keinen Rückhalt. Die Ereignisse führten nur zu weitgehend ergebnislosen Debatten in den Gremien.
Politisch war die Räterepublik damit zu diesem Zeitpunkt bereits gescheitert, da derartige allgemeine Wahlen dem Prinzip der Räterepublik entgegenstanden.

### Militärische Zerschlagung der Räterepublik
Bereits vor der Ausrufung der Räterepublik hatten sich Vertreter der bremischen Wirtschaft an die Reichsregierung gewandt und baten um ein militärisches Eingreifen gegen die Revolution. Die Reichsregierung sah sich zunächst nicht zu militärischen Maßnahmen im Stande. Nach der Niederschlagung des Spartakusaufstandes in Berlin wurden allerdings hierdurch freigewordene reguläre Truppen am 29. Januar 1919 als „Division Gerstenberg“ unter Oberst Wilhelm Gerstenberg, der am 27. Januar mit der Durchführung der Militäroperation beauftragt worden war, in Verden zusammengezogen. Hinzu traten etwa 600 Freiwillige, die sich unter Major Walter Caspari zum „Freikorps Caspari“ zusammengeschlossen hatten. Ausgerüstet waren diese Verbände unter anderem mit Geschützen und zwei Panzerwagen.
Am 29. Januar kam es zu Verhandlungen. Die Räteregierung wurde in der Nacht zum 30. Januar aufgefordert, die Arbeiter zu entwaffnen. Dies wurde von den Vertretern der Räteregierung abgelehnt. Eine Aufforderung aus Verden vom 1. Februar, das Infanterieregiment 75 wieder zu bewaffnen und diesem die Wahrung der inneren Sicherheit zu überlassen, beachtete die bremische Seite nicht. Ein weiterer Verhandlungsversuch von Seiten der Räteregierung am 3. Februar blieb erfolglos, da Gustav Noske bereits den Befehl zur Niederschlagung der Räterepublik erteilt hatte. Noske fürchtete den Autoritätsverlust der Reichsregierung im gesamten Reich, wenn die Regierungsgewalt in Bremen nicht durchgesetzt werden würde.
Auf Seiten der Räterepublik bestanden trotz der Niederschlagung des Spartakusaufstandes in Berlin und des sich abzeichnenden Aufmarsches in Verden keinerlei konkrete Verteidigungspläne. Noch während die Regierungstruppen in Bremen eindrangen, wurden entsprechende Debatten über die Waffenausgabe und Verteidigungsalternativen geführt. Zwar war es zu Solidaritätsbekundungen seitens der Arbeiter- und Soldatenräte in Bremerhaven, Cuxhaven, Oldenburg und Hamburg gekommen, wirksame militärische Hilfe traf in Bremen allerdings nicht ein. Ein paar Hundert Freiwillige, die sich in Hamburg unter Ernst Thälmann versammelt hatten, erreichten Bremen nicht mehr; etwa 150 Freiwillige aus Bremerhaven trafen erst nach dem Ende der Kämpfe ein und mussten sich fluchtartig wieder zurückziehen.
Die Division Gerstenberg und das Freikorps Caspari marschierten links und rechts entlang von Aller und Weser auf. Der eigentliche Angriff begann am 4. Februar um 10:15 Uhr auf der linken Seite der Weser entlang der Linie Arsten-Kattenturm-Moordeich-Kirchhuchting, auf dem rechten Weserufer auf der Linie Mahndorf–Borgfeld–Blockland. Es kam zu erheblichem, aber unkoordiniertem Widerstand, bei dem 24 Soldaten der Regierungstruppen und 28 bewaffnete Arbeiter fielen. Hinzu kamen an zivilen Opfern 18 Männer, fünf Frauen und sechs Kinder. In der Neustadt auf der linken Weserseite endeten die Kämpfe um 18:15 Uhr, auf der rechten Weserseite erst gegen 21:00 Uhr.

## Nach dem Ende der Räterepublik

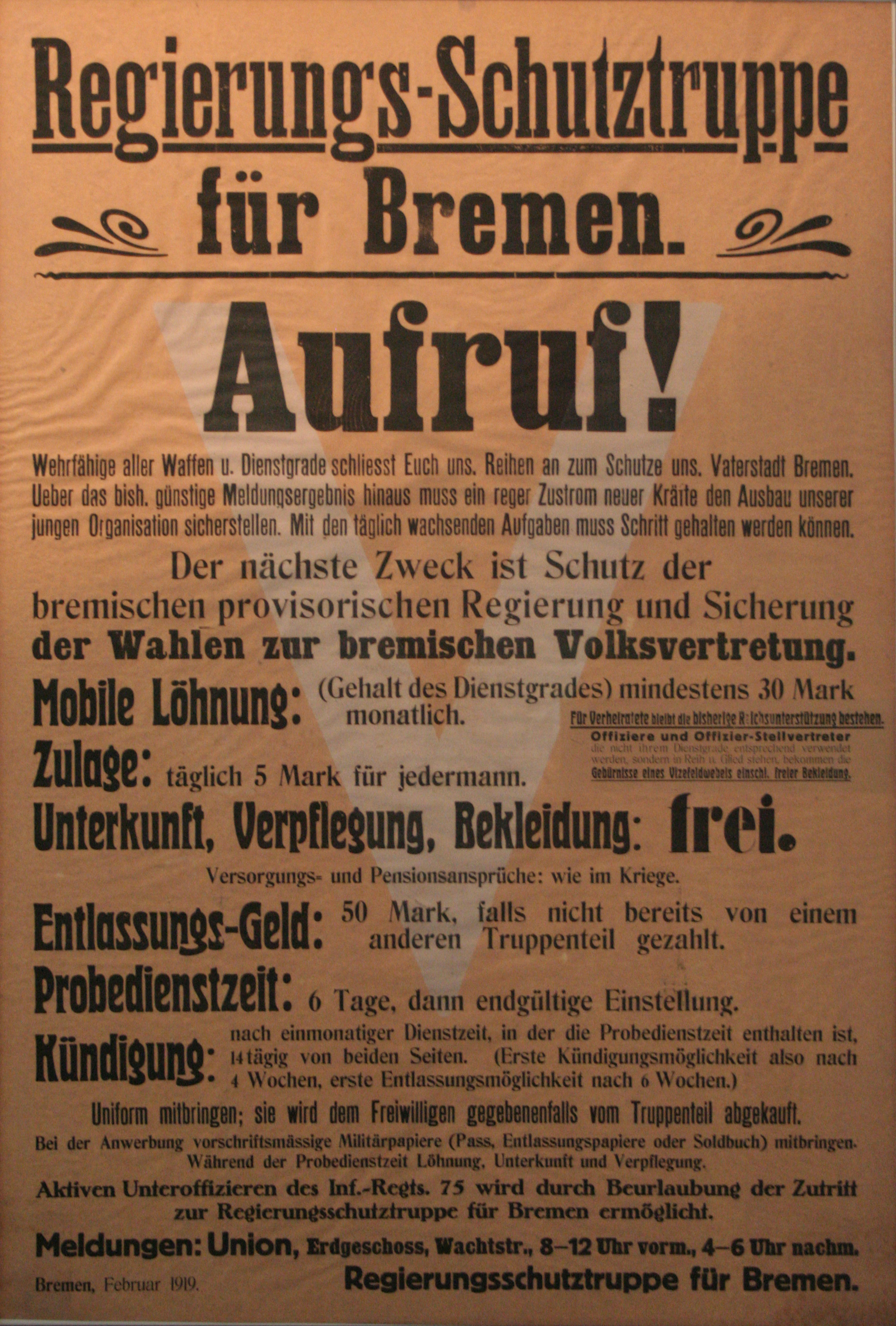
Plakat, Februar 1919
Nach Niederschlagung der Räterepublik in Bremen und Ausrufung des Ausnahmezustands wurde vom Militärbefehlshaber eine provisorische Regierung aus Mitgliedern der Mehrheitssozialisten (MSPD) eingesetzt. Eine der ersten Tätigkeiten war die Gründung einer Regierungsschutztruppe.

Im Gegensatz zum Ende der Münchener Räterepublik kam es nicht zu zahlreichen Erschießungen von Anhängern der Räterepublik. Ein Arbeiter wurde jedoch „auf der Flucht erschossen“. Es blieb bei Verhaftungen von an der Räterepublik beteiligten Personen, zum Beispiel des Malers Heinrich Vogeler, der in den ersten Arbeiter- und Soldatenrat gewählt worden war. Führende Vertreter der Räterepublik wie Adam Frasunkiewicz und Curt Stoermer tauchten unter. Karl Plättner, der gefordert hatte, für jeden ermordeten Spartakisten einen Bremer SPD-Führer zu erschießen, wurde danach zum militanten Führer der radikalsten Kommunisten. Johann Knief war bereits am Tag vor der Ausrufung der Räterepublik schwer erkrankt in ein Krankenhaus eingewiesen worden und starb bereits am 6. April 1919. Alfred Henke war nach den erfolglosen Verhandlungen in Verden zu weiteren Verhandlungen mit der Reichsregierung nach Berlin gereist. Dort trat er als gewählter Abgeordneter der Nationalversammlung bei.
Nach dem Ende der Kämpfe übernahm am Abend des 4. Februar 1919 zunächst Oberst Gerstenberg den Oberbefehl in Bremen. Er verhängte ein Versammlungsverbot. Kurz darauf wurde eine provisorische Regierung unter Karl Deichmann gebildet, diese verhängte den Belagerungszustand über die Stadt und das Land Bremen. Weiterhin verbot sie die Zeitschrift Der Kommunist, und die MSPD erhielt die Bremer Bürger Zeitung zurück. Am 6. Februar 1919 traten Senat und Deputationen wieder in ihren alten Funktionen zusammen.
Bei den am 9. März 1919 abgehaltenen Wahlen zur verfassungsgebenden Bremer Nationalversammlung konnten die Mehrheitssozialisten der MSPD 32,7 % der Stimmen auf sich vereinigen. Die USPD (19,2 %) und die KPD (7,7 %) kamen zusammen, trotz einer Änderung des Wahlrechts – wahlberechtigt war nur, wer sich seit sechs Monaten in Bremen aufhielt –, zusammen auf rund 27 % der Stimmen. Es wurde ein Senat zwischen der MSPD und den bürgerlichen Parteien (DDP und DVP) unter Führung von Karl Deichmann (MSPD) gebildet. Am 9. April 1919 wurde das Gesetz zur vorläufigen Ordnung der Staatsgewalt und am 18. Mai 1920 die neue Verfassung der freien Hansestadt Bremen erlassen. Das zuvor bestehende Achtklassenwahlrecht wurde abgeschafft, § 10 der Landesverfassung sah ausdrücklich das allgemeine Wahlrecht vor.
Durch Vertrauensleute der bremischen Großbetriebe wurde der sogenannte „21er-Ausschuß“ gegründet. Dieser sollte die Rückkehr zum Zustand vor der Räterepublik verhindern. Es gelang dem Ausschuss, einen Generalstreik zu organisieren, der dazu führte, dass die Mehrzahl der wegen der Beteiligung an der Räterepublik festgenommenen Arbeiter und Matrosen am 6. März 1919 entlassen wurden. Am 13. April 1919 forderte der Ausschuss die Befreiung der verbliebenen Gefangenen und die Aufhebung des Ausnahmezustandes. Ein zweiter Streik, um diese Ziele durchzusetzen, begann dann zwei Tage später.
Der Streik führte zu einem vor allem durch das bürgerliche Lager und die Regierung getragenen „Abwehrstreik“, der am 20. April um 6:00 Uhr begann. Alle bremischen Betriebe und Behörden folgten diesem Streikaufruf, mit Ausnahme des Sicherheitsdienstes, des Elektrizitätswerkes und der Feuerwehr. Das Wirtschaftsleben Bremens kam völlig zum Erliegen. Krankenhäuser, städtische Versorgungsbetriebe und Lebensmittelläden blieben geschlossen. Ende des Monats wurde der Streik beendet. Am 26. April nahmen das Elektrizitätswerk und die Straßenbahn die Tätigkeit wieder auf, am 29. April wurde mit der Wiederaufnahme der Arbeit im Gaswerk der Streik beendet. Die Zeit dieser Auseinandersetzung blieb als „Stacheldrahtostern“ in der Erinnerung. Die Bezeichnung „Stacheldraht-Ostern“ ist auf die Errichtung von Drahtverhauen an Straßenkreuzungen zurückzuführen.
Einige soziale Reformen aus der Räterepublik, etwa die Steigerung der Erwerbslosenfürsorge und die Arbeitszeitverkürzung, wurden beibehalten.

## Gedenken

### Gedenken für die Verteidiger der Räterepublik

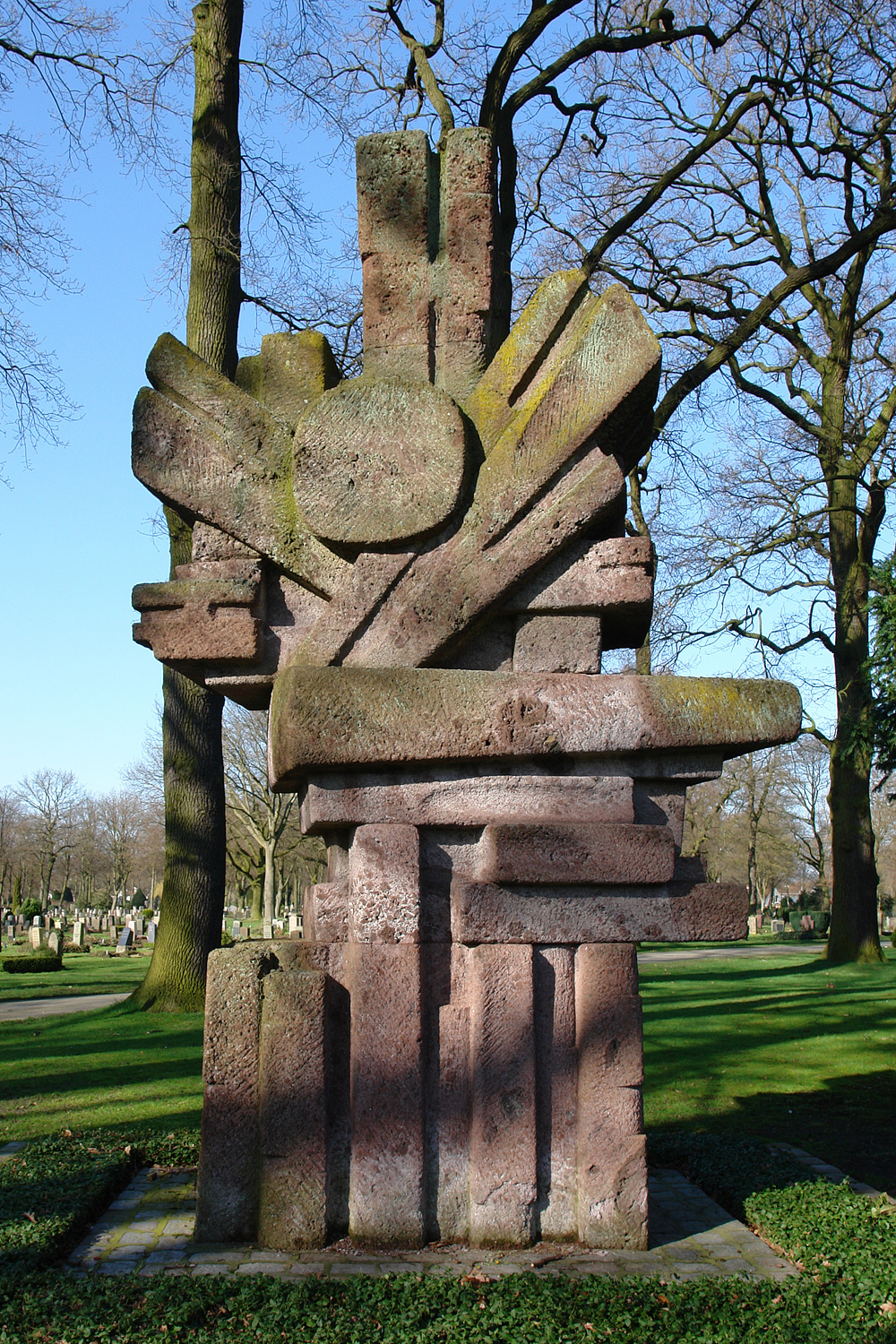
Heutiges Denkmal für die bei der Verteidigung der Bremer Räterepublik Gefallenen von Georg Arfmann (1972) aus Michelnauer Schlackenagglomerat

Tafel zur Erinnerung an das 1933 zerstörte erste Denkmal für die Verteidiger der Räterepublik

Insbesondere von kommunistischer Seite wurden in der Weimarer Zeit jährlich am 4. Februar Gedenkveranstaltungen abgehalten, die jeweils von hunderten Menschen besucht wurden.
Die bei der Verteidigung der Räterepublik Gefallenen wurden noch am 4. Februar 1919 auf dem Waller Friedhof gemeinsam beerdigt. 1922 wurde an dem gemeinsamen Grab das von Bernhard Hoetger gestaltetes Denkmal „Pietà“ für die gefallenen Verteidiger der Räterepublik aus privaten Spenden errichtet und am 18. Juni 1922 eingeweiht. An der Einweihung nahmen 8.000 Menschen teil.
Dieses Denkmal wurde am 30. Januar 1933, dem Tag der Machtübernahme des NS-Regimes, zerstört. Nach dem Ende der NS-Zeit in Bremen fanden ab 1949 wieder Gedenkveranstaltungen auf dem Waller Friedhof statt. Dazu kamen jährlich 2.000 bis 3.000 Menschen.
Am Ende der 1960er Jahre formierte sich eine Initiative aus SPD, Gewerkschaften, DKP und der Arbeitsgemeinschaft ehemals verfolgter Sozialdemokraten, um erneut ein Denkmal für die bei der Verteidigung getöteten Arbeiter zu errichten. An Stelle des ersten Denkmals wurde dann 1972 ein neues von Georg Arfmann gestaltetes Denkmal errichtet. An diesem Denkmal finden noch immer jährliche Gedenkveranstaltungen für die bei der Verteidigung der bremischen Räterepublik getöteten Personen statt. Organisiert werden die Gedenkveranstaltungen um den Jahrestag der Niederschlagung der Räterepublik von der Vereinigung der Verfolgten des Naziregimes, von Gewerkschaften und von linken Gruppen. Seit Mitte der 1990er Jahre gedenken Sozialdemokraten und Kommunisten gemeinsam der Niederschlagung der Bremer Räterepublik.
Seit 2000 gibt es (Stand 2013) wieder jährliche Zusammenkünfte von Anarcho-Syndikalisten der Freien Arbeiterinnen- und Arbeiter-Union am Denkmal.

#### 90. Jahrestag
Am 1. Februar 2009 wurde vom DGB-Bremen eine Gedenkfeier zum 90. Jahrestag der Bremer Räterepublik veranstaltet. Festredner war der ehemalige Bremer Bürgermeister Hans Koschnick (1929–2016). Am 8. Februar 2009 nahmen über 150 Teilnehmer an einer weiteren Gedenkfeier am Denkmal auf dem Friedhof teil, die von einem Bündnis um die Vereinigung der Verfolgten des Naziregimes organisiert worden war. Es gab in Bremen auch zahlreiche Vorträge und andere Veranstaltungen zum 90. Jubiläum der Bremer Räterepublik.

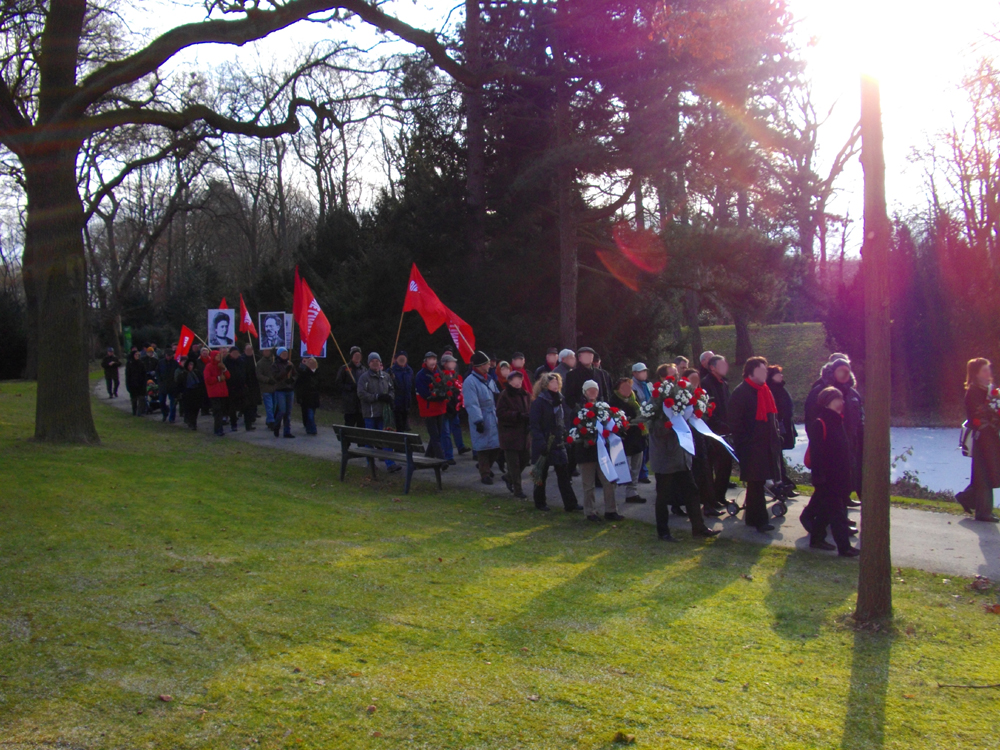
Teilnehmer zur Feier des 90. Jahrestages am 1. Februar 2009
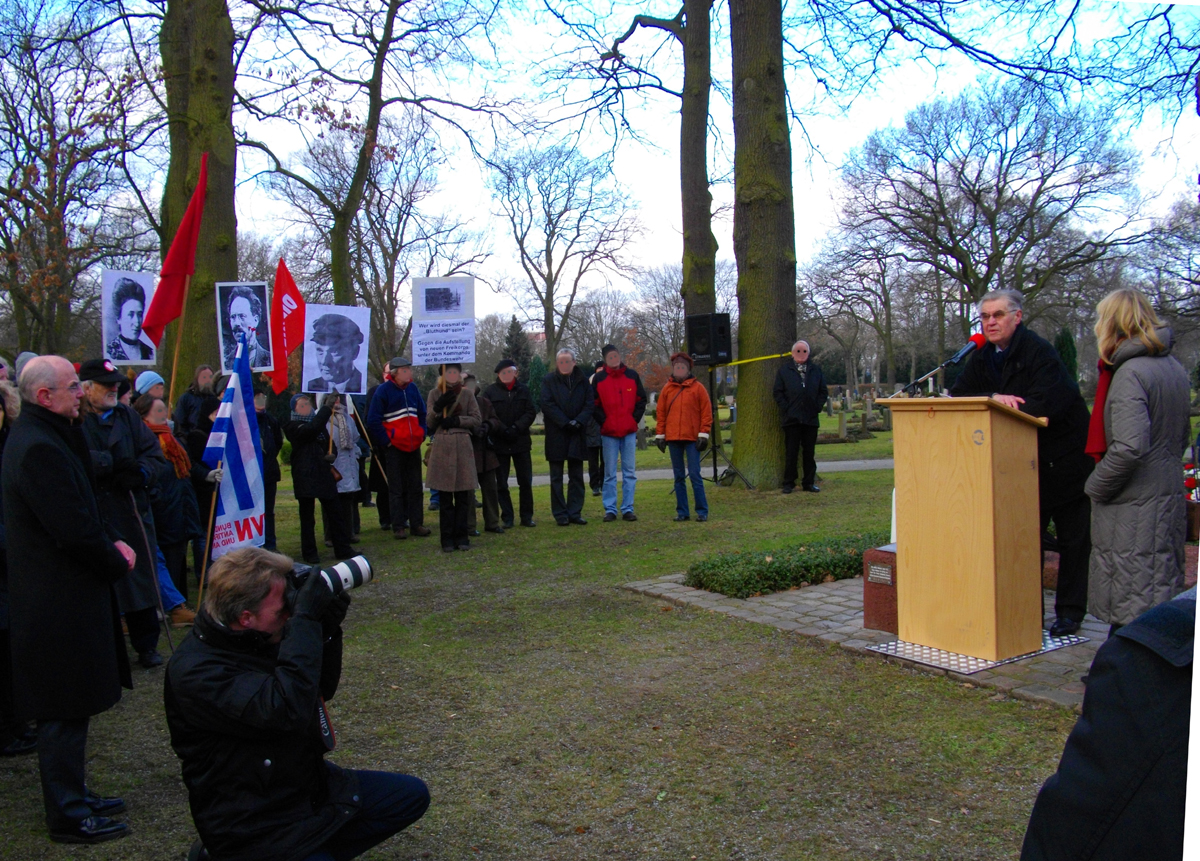
Hans Koschnick als Festredner
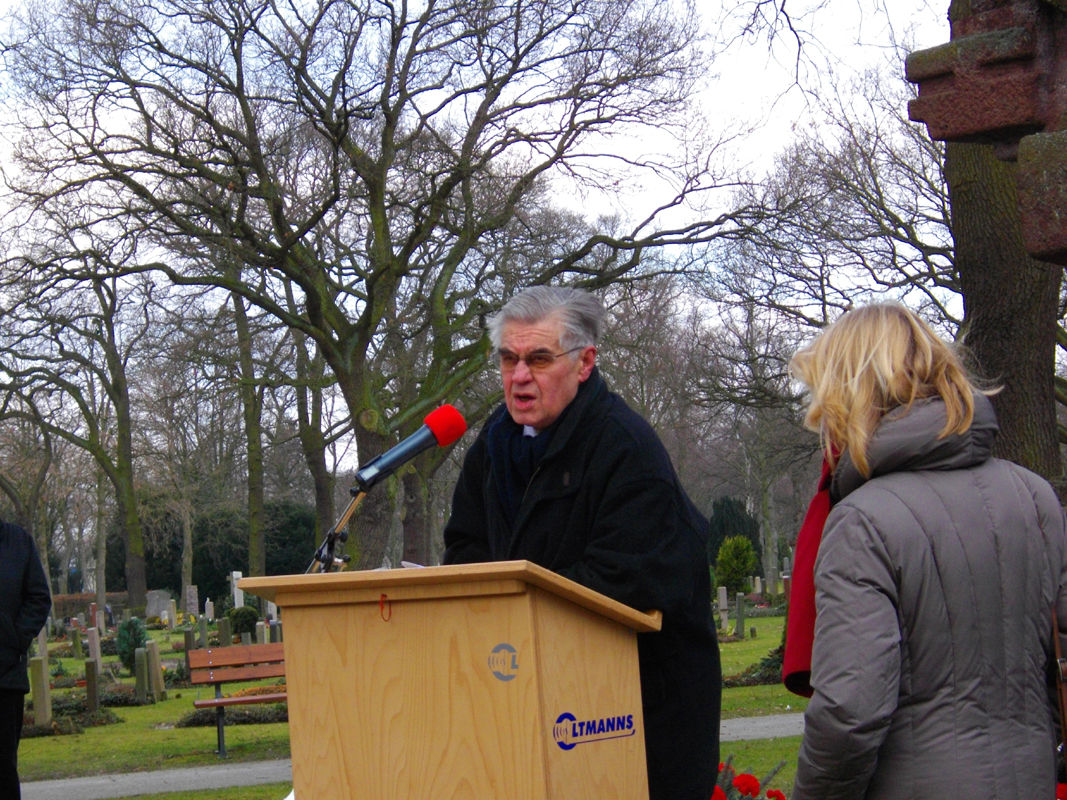
Hans Koschnick
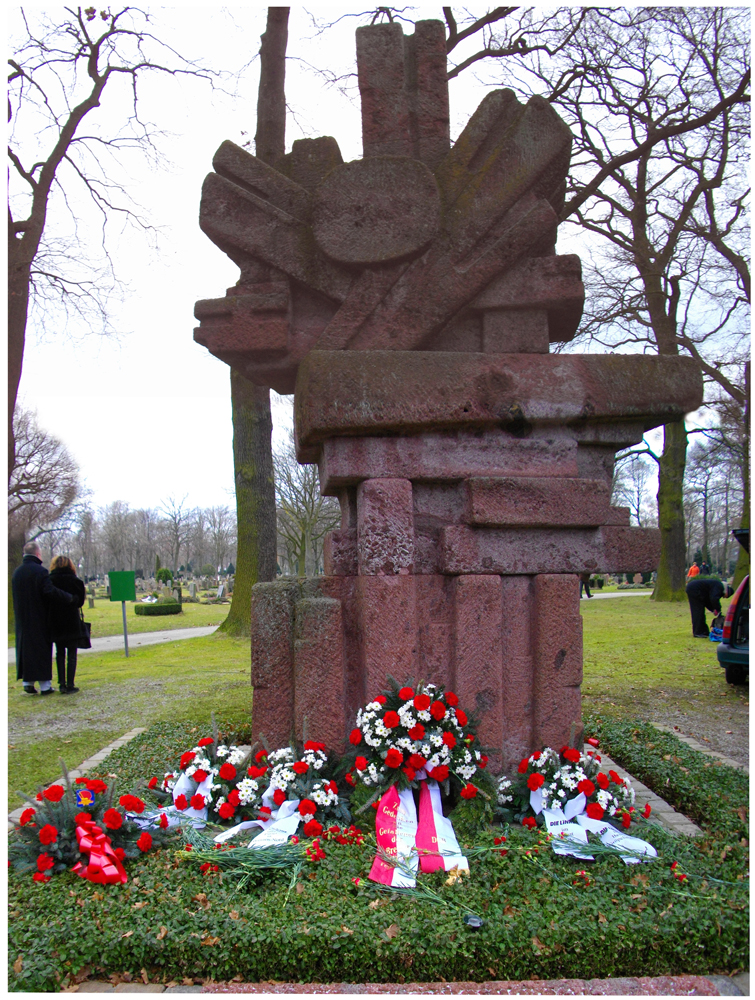
Denkmal mit Kränzen

### Gedenken für die Freikorpsangehörigen

#### Denkmal auf dem Waller Friedhof

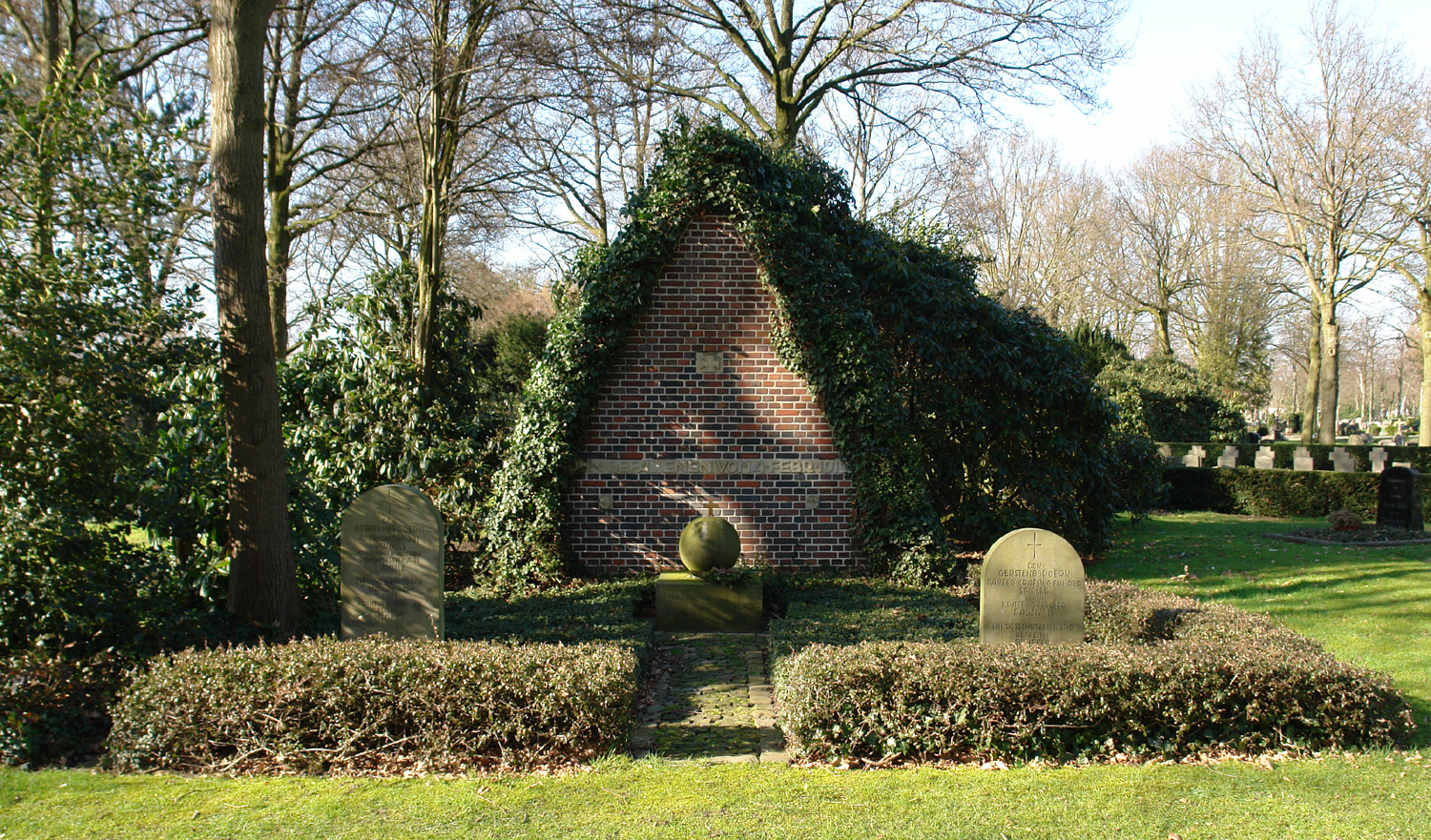
Mal für die Gefallenen der „Division Gerstenberg“ auf dem Waller Friedhof

Bereits in den 1920er-Jahren wurde auf dem Waller Friedhof ein dreieckiges Gedenkmal aus Ziegelsteinen in Form einer Mauer errichtet. Neben dem Mal standen Steine mit den Namen der Toten der Division Gerstenberg und des Freikorps Caspari.
Die Gefallenen dieser Verbände waren allerdings im Gegensatz zu den Verteidigern der Räterepublik nicht in einem Gemeinschaftsgrab auf dem Waller Friedhof, sondern in Einzelgräbern auf den Riensberger Friedhof beigesetzt worden.

#### „Der Jüngling“ in den Wallanlagen

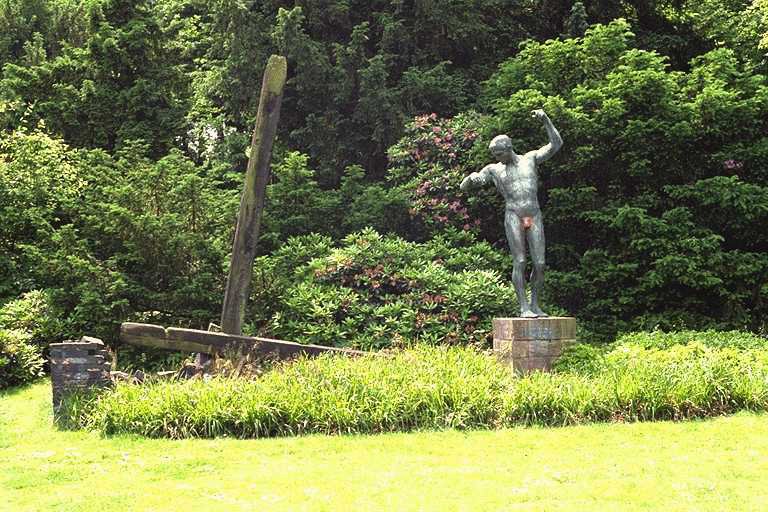
Lidice-Denkmal in den Wallanlagen, ehemals Denkmal für die Gefallenen der Division Gerstenberg und des Freikorps Caspari

Unmittelbar nach der Räterepublik war das „Freikorps Caspari“ als Einheit aufgelöst worden, es bestand aber das „Traditionskorps Caspari“ aus ehemaligen Angehörigen des Freikorps bis zur Gleichschaltung im Januar 1934 fort. Es bestand außerdem eine „Vereinigung ehemaliger Gerstenberger“ aus ehemaligen Angehörigen der Division Gerstenberg. Zu einer Errichtung eines Denkmals für die Freikorpsangehörigen kam es in der Zeit der Weimarer Republik jedoch nicht – wegen des angespannten Verhältnisses zwischen Senat und SPD einerseits und den ehemaligen Freikorpsangehörigen andererseits. Hinzu kam die traditionelle Zurückhaltung der Stadt Bremen bei der Errichtung von Denkmälern; diese wurden in der Regel durch Privatpersonen errichtet.
Nach Beginn der Herrschaft des Nationalsozialismus gründeten die Veteranen dieser Verbände einen „Arbeitsausschuß für die Errichtung eines Ehrenmals für die am 4. Februar 1919 im Kampf um Bremen Gefallenen“. Der zunächst als Termin für die Einweihung angestrebte fünfzehnte Jahrestag der Niederschlagung der Räterepublik (4. Februar 1934) konnte wegen Differenzen der neuen Machthaber und der ehemaligen Freikorpsmitglieder nicht eingehalten werden. Erst am 22. Mai 1936 wurde am Chor der Liebfrauenkirche im Schoppensteel die Statue „Der Jüngling“ von Herbert Kubica zum Gedenken der Gefallenen der Division Gerstenberg und des Freikorps Caspari errichtet und am 11. Oktober 1936 endgültig eingeweiht. Die neoklassizistische Bronzestatue stellt einen nackten Jüngling mit verhaltenem Schritt dar. Ursprünglich hielt er in seiner erhobenen Hand einen Lorbeerkranz als Siegessymbol. Zudem stand er anfänglich auf einem Sockel, den die Aufschrift zierte: „Im Kampf um Bremens Freiheit am 4. Februar 1919 fielen in den Reihen des Freikorps Caspari und der Division Gerstenberg:“, worauf die Namen der Toten dieser Einheiten folgten.
Den Krieg überdauerte die Statue zusammen mit einigen anderen in einem Tiefbunker und wurde nach dem Zweiten Weltkrieg zunächst in der Kunsthalle Bremen aufgestellt. 1955 wurde der Jüngling an den heutigen Standort in den Bremer Wallanlagen versetzt, allerdings ohne den Sockel mit der Aufschrift und unter Verzicht auf den Lorbeerkranz, da diese zu sehr an den Nationalsozialismus erinnern würden. Die Figur sollte nur noch eine rein ästhetische Bedeutung haben. 1989 wurde in direkter Nachbarschaft und unter bewusster Einbeziehung der Statue ein Lidice-Denkmal errichtet. Der Jüngling sollte hierbei eine Beziehung zwischen dem Nationalsozialismus, seinen Vorläufern und seinen Verbrechen herstellen. Eine derartige Umdeutung von Denkmälern ist im Bremen der jüngeren Zeit nicht ungewöhnlich. Ein weiteres Beispiel dafür ist das Antikolonialdenkmal im Nelson-Mandela-Park, das ursprünglich 1932 als „Reichskolonial-Ehrenmal“ errichtet worden war und 1990 in „Anti-Kolonial-Denk-Mal“ umbenannt wurde.

### Literarische Aufarbeitung
Im ersten Band seines Romans Die Ästhetik des Widerstands würdigte der Schriftsteller Peter Weiss 1975 die Kämpfe der Arbeiter um die Räterepublik in Form einer umfassenden Retrospektive aus der Sicht einer Hauptfigur.
Wolfgang Beutin veröffentlichte 2003 einen Roman mit dem Namen Knief oder Des großen schwarzen Vogels Schwingen über die Bremer Räterepublik. Hauptfiguren sind Johann Knief und Charlotte Kornfeld. Sie war die Kampf- und Lebensgefährtin Johann Kniefs, 1896 in Berlin-Charlottenburg geboren, die 1920 ein Bändchen „Briefe aus dem Gefängnis“ mit einer Auswahl von an sie gerichteten Briefen von Knief herausgab.
Der Autor wählte das Thema, da er der Ansicht ist, dass Bremen seit 1848 die Wiege der Demokratie in Deutschland sei und es nicht zur Herrschaft des Nationalsozialismus in Deutschland gekommen wäre, wenn die Räterepublik Erfolg gehabt hätte.